# Longpont
Longpont är en kommun i departementet Aisne i regionen Hauts-de-France i norra Frankrike. Kommunen ligger  i kantonen Villers-Cotterêts som ligger i arrondissementet Soissons. År 2022 hade Longpont 237 invånare.

## Befolkningsutveckling
Antalet invånare i kommunen Longpont
Referens: INSEE